# سیسیان بوغوسیان
سیسیان بوغوسیان (ارمنی: Սիսիան Պօղոսեան؛ زاده ایران) کارآفرین ارمنستانی-کانادایی که از ۲۱ ژانویه ۲۰۲۲ تا مه ۲۰۲۴ سمت رئیس کمیته گردشگری جمهوری ارمنستان را برعهده داشت

## یادداشت
1. ↑  ՀՀ ԷՆ Զբոսաշրջության կոմիտեի նախագահ